# フェニックス・プラザ
フェニックス・プラザは、福井県福井市田原1丁目にある文化・福祉複合施設である。

## 概要
福井中央卸売市場が市北部の大和田一丁目に移転後、その跡地に福井市と周辺12町村（美山町、芦原町、金津町、三国町、丸岡町、春江町、坂井町、松岡町、永平寺町、上志比村、越廼村、清水町）に係る田園都市中核施設（旧自治省助成金・交付金事業利用）として建設された。
現在に至るまで各種式典やライヴ、演劇など多岐にわたる催事に利用されている。また、福井市出身の国際的水墨画家である渡辺悟仙の大作「越前寿海」(4m×26m)が寄贈されており、常時鑑賞することができる。
当初は施設内に一部事務組合の福井坂井地区広域市町村圏事務組合が組合本部や計算センターを設置していたが、後に福井市が電算事務を独立させて2012年に組合を部分脱退し、組合の動産や人員はあわら市笹岡へ転出。その空きスペースを利用する形で建物の老朽化が著しい福井市春山二丁目の旧・福井市民福祉会館（2017年に閉館し翌年までに解体）が担っていた機能の大半が転入し、同会館の名称も当施設が引き受け現在に至る（旧会館ホールの舞台設備は同市中央一丁目のハピリンホールへ移設）。指定管理者制度を導入しており、公益財団法人福井市ふれあい公社が管理、運営を行っている。
2023年11月、福井市（本館正面側の斜め向かい）に本社を置く不動産関連持株会社のTAKAIホールディングス社がネーミングライツを取得し、2024年4月1日から5年間、同社のブランド名を用いた「エルピス大ホール」の愛称が採用されることとなった。

## 施設
本館、別棟並びにそれらの敷地のうち、福井市消費者センター（消費生活センター業務のほか、計量特定市としての計量検査所業務を内含）の区画に限り、市条例により市の直轄管理となっており、指定管理者へ委託していない。
- 4階：第1・第2和室、茶室、会議室401・402・403・404、応接室405、（特非）福井芸術・文化フォーラム
- 3階：多目的ルーム、会議室301、ギャラリー、映像ホール、メディア実習室、スタジオ、（公社）ふくい市民国際交流協会、福井市日本中国友好協会、 福井街角放送（株）
- 2階：小ホール(500名収容)、リハーサル室、（公社）福井市シルバー人材センター、喫茶「ミール」
- 1階：ふれあい広場(ロビー)、応接室、大ホール(2,000名収容)、管理事務所、福井市消費者センター（計量検査所事務も取扱）、（福）福井市社会福祉協議会、福井市身体障害者福祉連合会
- 地下1階―楽屋、大会議室(195名収容、2分割可)

### 屋外・別棟
- イベント広場（本館敷地東側）
- フラワーハウス（本館敷地北東角、平屋建） - 花木無料展示を行う温室
- 駐車場棟（南面道路向かいの田原一丁目11番1号、地上4階・地下1階建）
  - 1-4階 : フェニックス・プラザ自動車駐車場 - 連続勾配式の4階5層構造、高さ2.1mまで403台収容、30分まで無料
  - 1階 : 福井市計量検査所検査室
  - 地下1階 : フェニックス・プラザ駐輪場 - 200台収容、無料

## 周辺
- フェニックス・プラザ自動車駐車場
- フェニックス通り(福井県道30号福井丸岡線)
- 福井鉄道福武線・えちぜん鉄道三国芦原線 田原町駅
- 福井大学
- 福井県立藤島高等学校
- 北陸中学校・高等学校
- 仁愛女子高等学校
- 福井市明道中学校
- 福井市春山小学校
- 福井市宝永小学校
- 福井市体育館
- 福井市立図書館
- 福井県立美術館

## アクセス
- えちぜん鉄道三国芦原線、福井鉄道福武線 田原町駅から徒歩1分。
- 京福バス
  - 25系統（エンゼルランド線）、26系統（福井総合病院線）、28系統（運転者教育センター線）、30系統（高木線）、31系統（丸岡線）、38系統（大和田大学病院線）「田原町」下車。
  - すまいるバス北ルート（田原・文京方面） 「田原町駅（フェニックス・プラザ西）」下車。